# توپاکوو
توپاکوو (به لاتین: Tupakovo) یک منطقهٔ مسکونی در روسیه است که در باشقیرستان واقع شده‌است.